# Leskiopsis brasiliensis
Leskiopsis brasiliensis là một loài ruồi trong họ Tachinidae.